# Obična kalina
Obična kalina (kozje grožđe, zimolezina, divlji jorgovan, lat. Ligustrum vulgare), listopadni grm iz porodice Oleaceae rasprostranjen po Europi, zapadnoj Aziji i sjevernoj Africi. Raste na visinama do 1000 metara, obično uz rubove šuma, pojedinačno ili u manjim skupinama.
Naraste do 3 metra visine, kora joj je sivosmeđa. I listovi i pupoljci i su nasuprotni, a cvjetovi jednodomni, i vrlo mirisni. plod je crna boba, velika do 1 cm, s dvije do 4 sjemenke. Medonosna je, ali je med gorkog okusa.
Obična kalina je otrovna biljka, a otrovni su joj svi dijelovi, a kod djece može izazvati smrt. Drvo joj je tvrdo, pa se koristi ya izradu sitnih predmeta.

## Hrvatski nazivi
- bielocvjetni zimolez, Schlosser, J.C.K.; Vukotinović, Lj., 1876,
- biser, Šulek, B., 1879,
- biserovo drvo, Šulek, B., 1879,
- cvit biserni, Visiani, R., 1852,
- divlji jorgovan, Šimić, F., 1980,
- groždje kozino, Šulek, B., 1879,
- jergovan bieli, Šulek, B., 1879,
- jergovan, Haračić, A., 1894,
- kalina, Hirc, D., 1906
- kozjač, Šulek, B., 1879,
- kozjačica, Šulek, B., 1879,
- kozjak, Šulek, B., 1879,
- kozje grožđe, Grlić, Lj., 1984,
- liguster, Grlić, Lj., 1984,
- lin, Šulek, B., 1879,
- mečkovac, Šulek, B., 1879,
- metprika, Šulek, B., 1879,
- mileševina, Šulek, B., 1879,
- miloduh, Visiani, R., 1852,
- neprika, Šulek, B., 1879,
- obična kalina, Domac, R., 1994,
- pas leskovina, Šulek, B., 1879,
- pupator, Visiani, R., 1852,
- tergovan bjeli, Visiani, R., 1852,
- zemeleza, Šulek, B., 1879,
- zimolez, Hirc, D., 1906,
- zimolezina, Grlić, Lj., 1984,
- zimolezovina, Šulek, B., 1879,
- zimolozina, Šulek, B., 1879,

Izvori za hrvatske nazive
- Grm
- Bobice
- Listovi
- Cvjetovi
- Plodovi